# زورب
زورب (ZURB) یک سازمان با سهامی خاص در زمینه طراحی تعامل تأسیس شد. محل این مرکز کمپبل در کالیفرنیا امریکاست. زرب در سال ۱۹۸۸ توسط برایان زمیوسکی به عنوان محلی برای طراحی تعاملی و استراتژی طراحی ایجاد گشت.

## تاریخچه
زورب به شرکت‌ها و موسسات کمک می‌کند تا محصولات وخدمات بهتری ارائه دهند. خدماتی در حوزه‌های مختلف از مشاوره و محصولات جدید تا آموزش و مراسم.
در سال ۱۹۹۸ زارب به کمک وب سایتی بنام زازل Zazzle برای ابزاری‌های طراحی جدید شتافت. پس از آن در پروژه‌های بزرگ طراحی دوباره وب سایت شرکت‌های معظمی چونEbay، فیس‌بوک، Photobucket، بازار بورس نیویورک وClick Tracks که بعدها توسط J.L Halsey خریداری شد و اکنون به نام Lyris HQ شناخته می‌شود. در سال ۲۰۰۷ زارب طراحی وب سایت هوادارانبریتنی اسپیرز خواننده پاپ امریکایی را به انجام رساند.

## محصولات
در سال ۲۰۰۹ زارب اولین نرم‌افزار تحت وب با نامNotable را روانه بازار ساخت. مهم‌ترین دستاورد این نرم‌افزار قابلیتی بود که به افراد زمینه اظهار نظر در ارتباط با وب سایت‌ها و نظر خواهی در مورد آن‌ها را می‌داد. این اتفاق هم بر روی خود وب سایت وهم بر روی دستگاه آی فون صورت می‌پذیرفت. جالبترین قسمت این نرم‌افزار امکان دسترسی به کد وب سایت‌ها و ایجاد فضایی برای نقد و بررسی فرم برنامه‌نویسی است. این مهم در آی فون به‌شکل گرفتن عکس از روی مانیتور و ارسال به شبکه‌های اجتماعی صورت می‌پذیرفت.